# Николяк Василь
Василь Николяк (псевдо: «Клен», «Морський»; нар. 17 липня 1912, с. Нижні Гаї хутір Бійнич Дрогобицький район, нині с. Гаї Бійничі Дрогобицького району, Львівська область — пом. серпень 1944, місце смерті невідоме) — український студентський діяч, військовик. Керівник Дрогобицького обласного проводу ОУНР, сотенний УПА. 

## Життєпис
Народився в селі Гаї Нижні, що неподалік Дрогобича. навчався у Дрогобичі.
На початку 1930-х переїхав до Львова, повернувся до Дрогобича в 1941. Був організаційним референтом, згодом референтом пропаганди Дрогобицького обласного проводу ОУНР. 
3 липня 1941 року в Дрогобичі, під його керівництвом відбулися народні збори, які прийняли Акт відновлення Української Держави.
З 1943 року провідник Дрогобицького обласного проводу ОУНР. Організував сотню УПА, в складі якої загинув у боях на Турківщині в серпні 1944 року.

## Вшанування пам'яті
На бібліотеці Дрогобицького державного педагогічного університету імені Івана Франка встановлена меморіальна дошка на честь 3-х діячів ОУН та УПА: Андрія Шукатки, Володимира Кобільника та Василя Николяка.